# David Christie
David Christie, geboren als Jacques Pépino, (Tarare, 1 januari 1948 - Capbreton, 11 mei 1997) was een Franse zanger en songwriter, die ook werkte onder de pseudoniemen James Bolden, Napoleon Jones en Philippe Tarare.

## Carrière
David Christie vestigde zich in 1965 in Parijs, waar hij gitaar, basgitaar en piano leerde spelen. Vervolgens maakte hij naam als songwriter. Uit zijn pen kwamen hits als I love to love (but my baby loves to dance) (1976) van Tina Charles, Do or Die (1978) van Grace Jones en (If You Want It) Do It Yourself (1975) van Gloria Gaynor.
Christie had in 1982 en 1983 een kortdurend succes als solist en zanger van popsongs. De single Saddle Up bereikte de 12e plaats in de Duitse hitparade, de 4e plaats in de Zwitserse en de 9e plaats in de Britse hitlijst. Our Time Has Come scoorde in elk geval nog in de top 50 in Duitsland. De single Let’s All Dance met de Gibson Brothers werd een hit in België.

## Privéleven en overlijden
Christie had met de Franse zangeres Nina Morato een dochter. Na haar overlijden op 11-jarige leeftijd beroofde Christie zichzelf op 49-jarige leeftijd van het leven.

## Discografie

### Singles
- 1966: N'importe quoi (als Jacques Pépino)
- 1968: Julie
- 1968: Seul
- 1968: Deux petites perles bleues / Après la pluie / Julie / Pour une étoile qui nait (EP)
- 1970: Babeth
- 1970: Ou que tu sois
- 1971: Si demain tu t'en allais
- 1973: Notre Premier Enfant
- 1974: Lazy Love (als Napoleon Jones)
- 1975: Jaywalk 1 (als Napoleon Jones feat. David Christie)
- 1975: Pour notre amour / Mona Lisa (instrumentaal) (Claude Baylet / David Christie)
- 1975: I Love to Love (als Napoleon Jones feat. David Christie)
- 1975: Fame (Had to Make Me a Name) (The Grand Army Band feat. David Christie)
- 1976: Falling in Love in Summertime (Is Dynamite)
- 1977: Love Is the Most Important Thing
- 1978: Don't Stop Me, I Like It
- 1978: Back Fire
- 1980: Priorities (als James Bolden)
- 1981: Back with My Baby (als James Bolden)
- 1982: Saddle Up (Alarmschijf)
- 1982: Our Time Has Come
- 1982: Rally Down to Sally's
- 1982: Saddle Up and Look
- 1983: Stress
- 1985: Cindy Lou
- 1985: Medley
- 1985: Chain of Love
- 1987: Des vacances à Capbreton
- 1988: Living It Up
- 1990: Saddle Up 1990 (feat. M. C. De)
- 1991: Let's All Dance (Gibson Brothers feat. David Christie)
- 1993: Saddle Up
- 1993: Saddle Up / Happy Music
- 1993: Saddle Up: Remix '93
- 2005: Saddle Up 2004 (met Jolly Bumpers)
- 2008: Saddle Up: The 2008 Remixes

### Albums
- 1975: Napoleon Jones (als Napoleon Jones feat. David Christie)
- 1977: Love Is the Most Important Thing (Titel in Italië: David Christie)
- 1978: Back Fire
- 1980: Flashback (als James Bolden)
- 1982: Back in Control
- 2006: Deux petites perles bleues
- 2008: David Christie & Friends

### Compilaties
- 1993: Saddle Up: The Best of David Christie
- 1994: The Best of David Christie
- 1995: The Best of David Christie – Saddle Up

- Biblioteca Nacional de España: XX1623529
- Bibliothèque nationale de France: cb138924879 (data)
- Gemeinsame Normdatei: 134346998
- International Standard Name Identifier: 0000 0000 9548 0449
- Library of Congress Control Number: no98042886
- MusicBrainz: f5f6a82b-57aa-497f-8b35-086d28cbe32b
- Nationale Bibliotheek van Polen: a0000002648133
- Réseau des bibliothèques de Suisse occidentale: 02-A018709239
- Système universitaire de documentation: 07920659X
- Virtual International Authority File: 100161968
- WorldCat: E39PCjwqjJkmX3c3Vyd7byqwvd